# Robert Blalack
Robert Blalack (9 de dezembro de 1948) é um especialista em efeitos visuais estadunidense. Venceu o Oscar de melhores efeitos visuais na edição de 1978 por Star Wars, ao lado de John Stears, John Dykstra, Richard Edlund e Grant McCune.